# Descanso
Descanso est une ville brésilienne de l'ouest de l'État de Santa Catarina.

## Géographie
Descanso se situe par une latitude de 26° 49′ 33″ sud et par une longitude de 53° 30′ 07″ ouest, à une altitude de 552 mètres. Sa population était de 8 638 habitants au recensement de 2010. La municipalité s'étend sur 286 km2.
Elle fait partie de la microrégion de São Miguel do Oeste, dans la mésorégion Ouest de Santa Catarina.

## Villes voisines
Descanso est voisine des municipalités (municípios) suivantes :
- Bandeirante
- Belmonte
- Flor do Sertão
- Iporã do Oeste
- Iraceminha
- Riqueza
- Santa Helena
- São Miguel do Oeste

## Administration
La municipalité est constituée de deux districts :
- Descanso (siège du pouvoir municipal)
- Itajubá